# Antonsplatz (Dresden)
Der Antonsplatz ist ein heute überbauter Platz am Westrand der Inneren Altstadt im Stadtzentrum Dresdens. Nach Schleifung der Festungswerke wurde er Anfang des 19. Jahrhunderts angelegt und diente lange Zeit als Marktplatz. Am Antonsplatz befanden sich zwei Kaufhallen und die zentrale Post Dresdens, aus der das Fernmeldeamt hervorging. Außerdem war er Standort des Sächsischen Oberverwaltungsgerichts sowie von Vorläufern der TU und der HfBK Dresden, zudem wurde am Antonsplatz das Dresdner Kunstgewerbemuseum gegründet. In den frühen 1890er Jahren überbaute man ihn erstmals mit der Markthalle Antonsplatz. Bei den Luftangriffen auf Dresden 1945 wurden sämtliche anliegenden Gebäude zerstört oder zumindest so schwer beschädigt, dass sie in den Folgejahren abgerissen werden mussten.
Der von Trümmern beräumte und wieder unbebaute Antonsplatz diente jahrelang als Parkplatz, seit 2002 in erster Linie den Kunden der nahen Altmarkt-Galerie. Nach dem Grundstückskauf 2013 begannen die beiden auch andernorts in Dresden tätigen Baugesellschaften Baywobau (Bayern) und CTR-Gruppe (Tschechien) 2015 mit der Wiederbebauung des Platzes von Süden her. Im November 2016 wurde das Haus Merkur I fertiggestellt, benannt nach der Bastion Merkur der Stadtbefestigung und als einziges noch mit der Anschrift Antonsplatz versehen (Hausnummern 1 und 1a). Ihnen folgten bis 2019 die Gebäude Merkur II und III, später umbenannt in (Boulevard am) Wall I und II.

## Lage

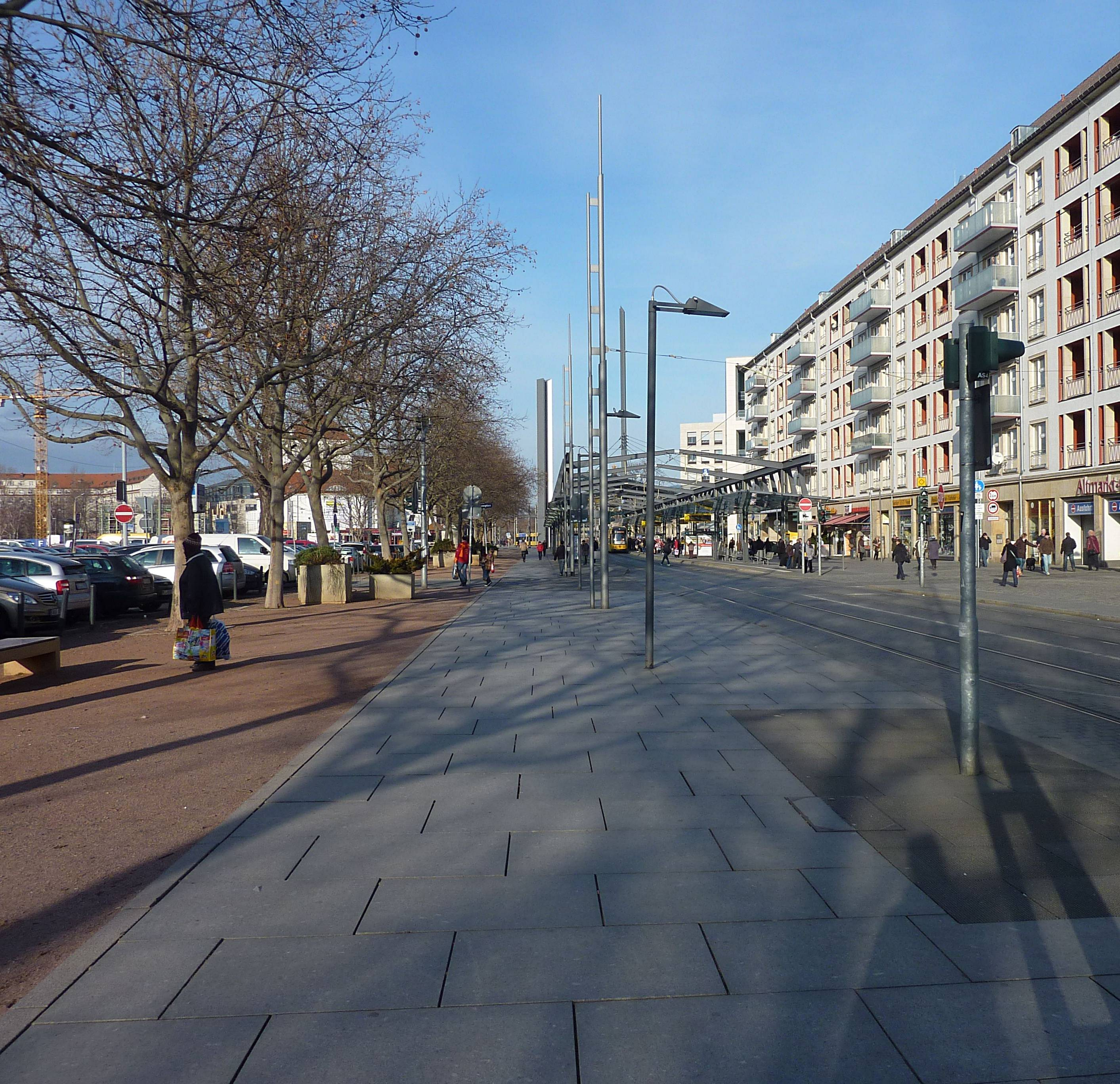
Wallstraße, links der als Parkplatz dienende Antonsplatz, im Hintergrund der Postplatz, 2012.

Der Platz liegt in der Gemarkung Altstadt I im Gebiet zwischen dem historischen Stadtkern und den Dresdner Vorstädten. Er gehört im Stadtbezirk Altstadt zum Stadtteil Innere Altstadt, die am Antonsplatz in die Seevorstadt übergeht. Der Antonsplatz erstreckte sich länglich zwischen der Marienstraße im Westen und der Wallstraße im Osten. Sein nördliches Ende lag in Höhe Scheffelgasse, das südliche in Höhe Zahnsgasse wird auch heute noch als Antonsplatz bezeichnet (Haus Merkur, Hausnummern 1 und 1a).

## Geschichte

### Anfänge
Am Ort des heutigen Antonsplatzes befand sich jener Abschnitt der Dresdner Befestigungsanlagen, der zwischen der westlichen Bastion Saturn und der südlichen Bastion Merkur lag. Sie nutzten die in diesem Bereich ohnehin vorhandenen Geländeunterschiede aus, die aus der Seegrabenrinne resultierten, einer natürlichen Vertiefung. Vermutlich auf Befehl Napoleon Bonapartes begann Ende 1809 der Abbruch der Festungswerke, die sogenannte Demolition. Auf diese Weise entstand südlich des Wilsdruffer Tors ein großer Freiraum, der im weiteren Verlauf des 19. Jahrhunderts umbaut wurde und anfangs Demolitionsplatz hieß. Geplant war, ihn als neuen Marktplatz sowie Ort der Unterhaltung und Erholung zu etablieren, wogegen der städtische Verkehr über den nördlich benachbarten Wilsdruffer Thorplatz fließen sollte. Seinen jetzigen Namen erhielt der Antonsplatz 1828 zu Ehren des seit 1827 regierenden Königs Anton (* 27. Dezember 1755 in Dresden; † 6. Juni 1836 in Pillnitz), nach dem auch die Antonstadt als Teil der Neustadt und die dortige Antonstraße benannt wurden. Bis zur Übergabe des ehemaligen Festungsgeländes in städtische Hände 1836 stand der Antonsplatz unter staatlicher Hoheit.

### Kaufhallen auf der Ost- und Westseite

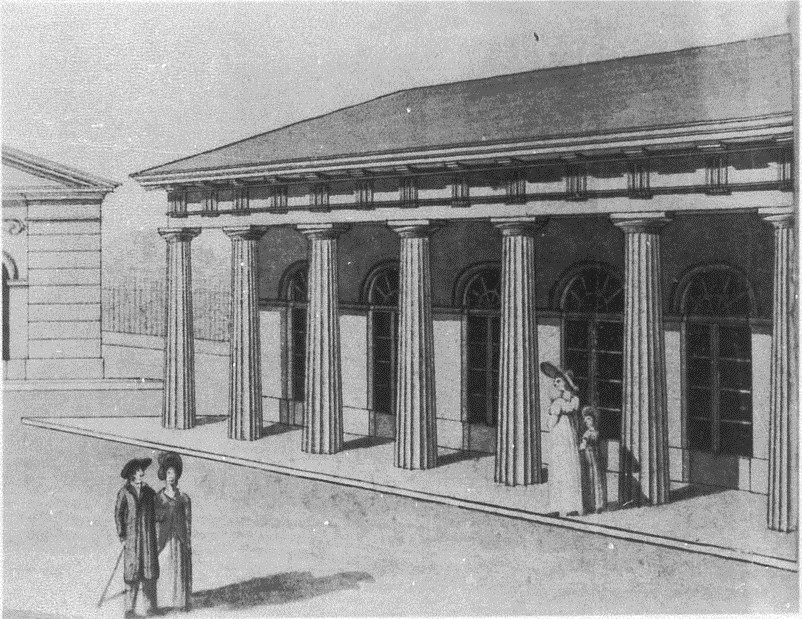
Ursprünglich einstöckige Kaufhallen mit dorischen Säulen.

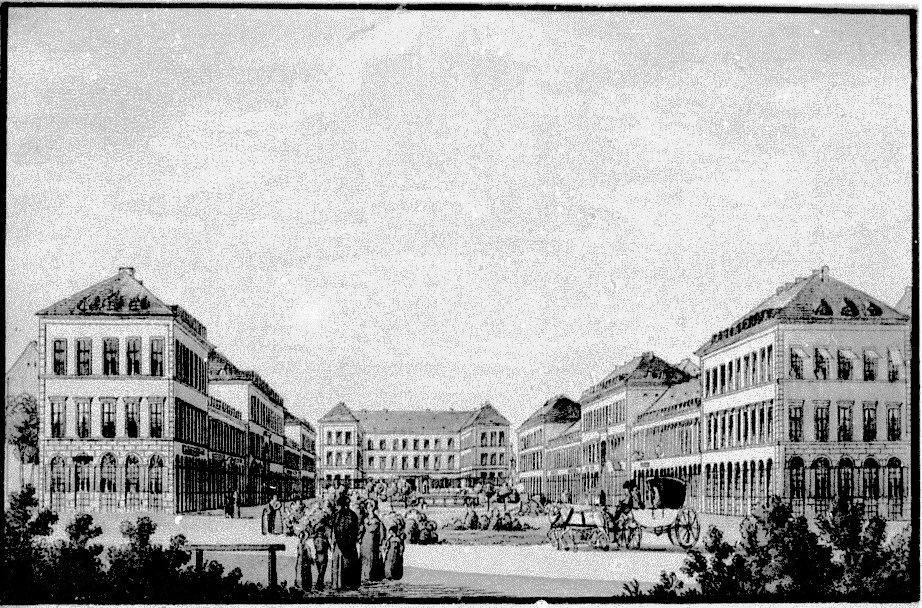
Postgebäude mit Kaufhallen, 1832.

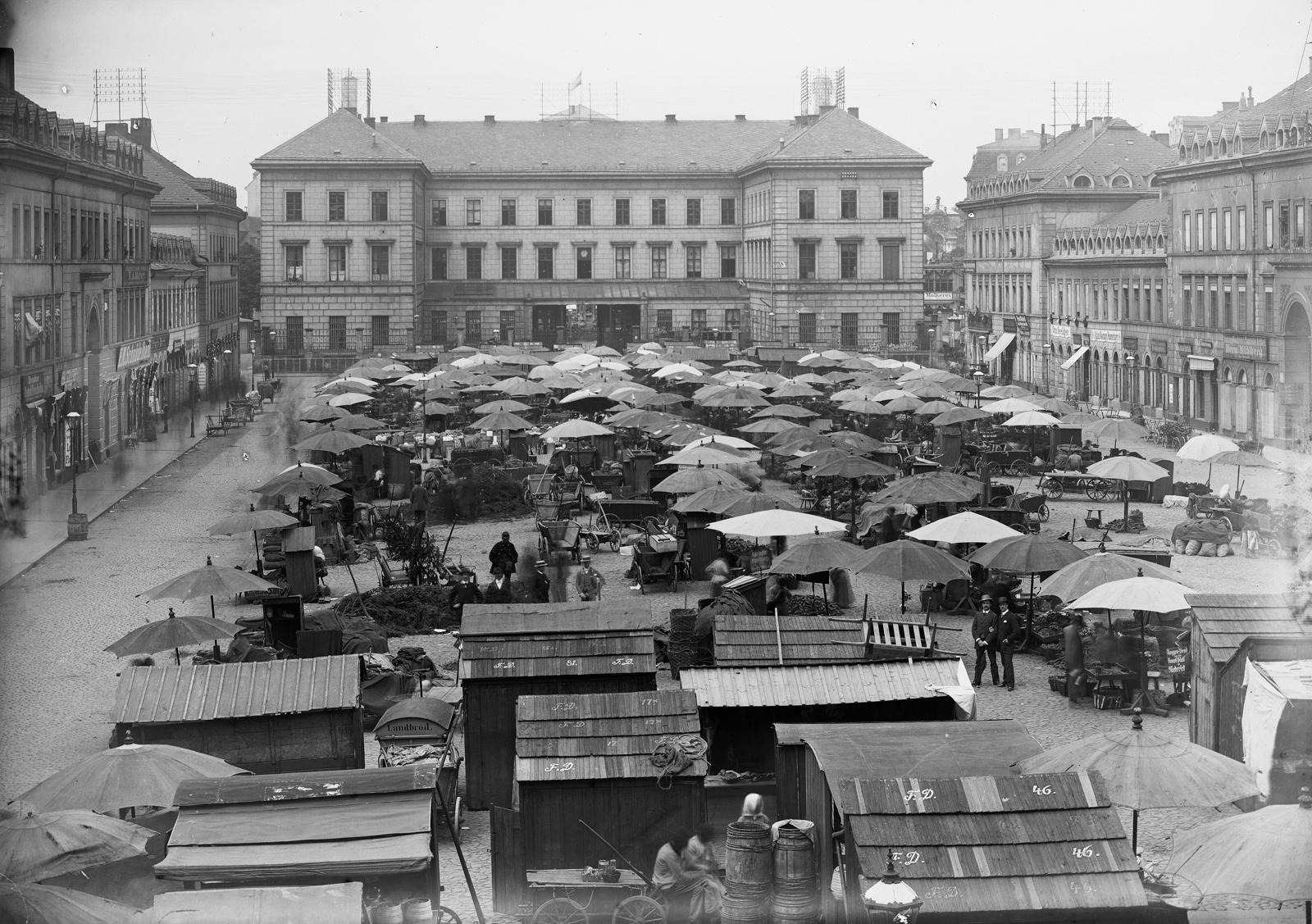
Postgebäude mit Kaufhallen, 1885.

Bereits kurz nach der Niederlegung der Festung wollte die Stadt im Jahr 1812 den Wochenmarkt vom Altmarkt auf den Demolitionsplatz verlegen, doch die Pläne scheiterten mehrfach am Widerstand der Händler. Nach einigen Änderungen der Pläne stimmte König Friedrich August I. 1822 dem Bau zweier langer Verkaufshallen mit Arkaden zu, der jedoch noch mehrere Jahre lang unausgeführt blieb. Der Hofbaumeister Anton Ludwig Blaßmann (1784–1843) lieferte die Entwürfe für die beiden je 280 Dresdner Ellen langen, im Vergleich zu anderen Vorschlägen relativ kostengünstigen Gebäude. Sie waren flach und eingeschossig, sollten den Zweck eines Warenhauses erfüllen und folgten architektonisch noch Vorbildern des 18. Jahrhunderts. Zunächst wurden 1826 „die obern Kaufhallen“ auf der Ostseite des Platzes entlang der Westseite der Wallstraße gebaut. Zwei Jahre später entstanden als Pendant „die untern Kaufhallen“ auf der Westseite des Platzes und längs der stadtwärtigen Seite der Marienstraße. Allerdings riegelten die Hallen die Zugänge auf den Platz ab, wogegen Anwohner protestierten. Deshalb wurde auf der Ostseite in Höhe Webergasse ein Durchbruch errichtet. Weil die Geschäftszahlen hinter den Erwartungen zurückblieben, genehmigte der Stadtrat wenige Jahre später die Aufstockung um ein weiteres Geschoss. Säulen und giebelbekrönte Kopfbauten betonten die Kaufhallen. Beide Kaufhallenkomplexe bestanden aus je drei dreigeschossigen Baublöcken – davon zwei Kopfbauten und einer in der Mitte – mit Walmdächern und je zwei zweigeschossigen, mit Satteldächern ausgestatteten Verbindungsbauten zwischen den Dreigeschossern. Die Bauten fielen im Februar 1945 den Luftangriffen auf Dresden zum Opfer, brannten aus und ihre Ruinen wurden 1950 abgetragen.

### Ursprüngliche Platzgestaltung und Artesischer Brunnen

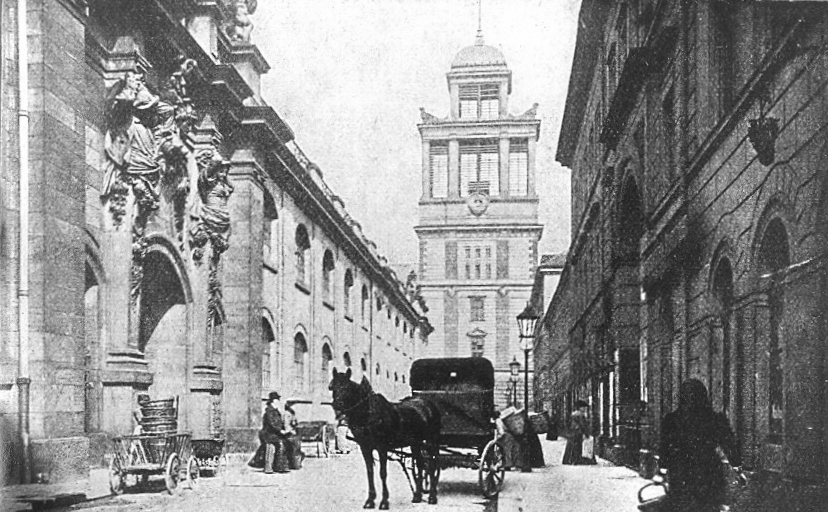
Antonsplatz mit Blick auf einen der Türme des Fernsprechamtes (nach 1895)

Den Gesamtentwurf für die Platzanlage lieferte im Jahre 1826 Gottlob Friedrich Thormeyer, der damit „die einzige umfangreichere städtebauliche Anlage des frühen Dresdner Biedermeier in der Altstadt“ schuf, die in dieser Form bis 1891 erhalten blieb. Fritz Löffler bezeichnete das Ensemble als „treffliche Lösung des Biedermeier im Sinne der Dresdner Tradition“. Bereits frühere Planungen hatten erwogen, zwischen Antonsplatz und Postplatz ein spezielles, in dieser Form seltenes Vergnügungsgebäude für eine kulturelle Nutzung und als Gegengewicht zur höfischen Festkultur zu errichten. Für dieses Schaugebäude als Teil einer größeren städtebaulichen Leitidee wurde der erste internationale Architekturwettbewerb in Sachsen ausgeschrieben, aus dem Carl August Peter Menzel mit seinem Entwurf als Preisträger hervorging. In der Leipziger Zeitung vom 26. August 1826 schrieben der Graf von Hohenthal und der Herr von Carlowitz, dass „Ihro Königlichen Majestät Vorschläge zur Erbauung eines zu Aufnahme öffentlicher Schaugegenstände bestimmten Gebäudes“ vorgelegt worden sind. „Der Zweck des Gebäudes ist, einen Circus für Seiltänzer […] in sich zu fassen“. Die Mitte des Platzes sollte ein Wasserbassin schmücken, für dessen Gestaltung ein Preis von 50 Talern ausgesetzt war. Am 30. April 1827 lagen dafür 25 Einsendungen vor. Weder das Schaugebäude noch das Wasserbassin kamen letztlich zur Ausführung. Dafür gestaltete Carl Adolph Terscheck am Platz eine Grünanlage.
Um den Platz dennoch mit einem zentralen öffentlichen Wasseranschluss versehen zu können, begann am 31. Juli 1832 die Bohrung eines artesischen Brunnens. Ziel war, auf der Mitte des Platzes, in der Tiefe eine Schicht zu finden, die unter hohem Überdruck stehendes Wasser führt, das ohne den Einsatz von Pumpen nach dem physikalischen Prinzip der kommunizierenden Röhren an die Oberfläche gelangt. Bei den in der gleichen Zeit durchgeführten Bohrarbeiten nahe dem heutigen Albertplatz ist dies gelungen: Der dortige Artesische Brunnen ist bis heute in Betrieb. Am Antonsplatz hingegen stieß man nach einem knappen Jahr, am 4. Juli 1833, in mehr als 100 Metern Tiefe auf drei Quellen, setzte die Bohrungen in der Hoffnung auf noch größere Wassermengen jedoch bis in über 200 Meter Tiefe fort. Die gewünschte Wirkung wurde damit allerdings nicht erzielt; das Wasser blieb knapp unter der Erdoberfläche stehen. Daraufhin wurde das Projekt, in das bis 1834 rund 7000 Taler aus der Staatskasse geflossen waren, abgebrochen. Stattdessen ließ die Stadt den mittig auf dem Platz gelegenen Brunnen an eine in Plauen beginnende Röhrfahrt anschließen, trotzdem bezeichnete ihn der Volksmund als Artesischen Brunnen. Nach einigen Jahrzehnten erwies er sich jedoch als Verkehrshindernis, was 1871 zu seinem Abriss führte.

### Fernsprechamt auf der Nordseite
Nachdem die bisherige Post an der Landhausstraße zu klein geworden war, ließ der Staat ein neues Posthaus mit einer von Joseph Thürmer gestalteten Sandstein-Schaufassade zur Nordseite des Antonsplatzes errichten. Der Bau entstand ab 1830 nach Plänen von Albert Geutebrück und wurde am 8. Oktober 1832 seiner Bestimmung übergeben. Die eigentliche Rückfront, die zum Wilsdruffer Thorplatz zeigte, wurde aus logistischen Gründen jedoch schon kurz darauf die neue Vorderseite des Hauses. Dies verlagerte auch das Gesamtaugenmerk der Dresdner Stadtplanung vom Antons- auf den späteren Postplatz. Ende der 1840er Jahre gab es einen ersten Anbau, 1893/94 wurde das Gebäude aufgestockt und auf der nunmehrigen Rückseite am Antonsplatz entstanden zwei Ecktürme für die Telegrafeneinleitung. Das ab 1904 offiziell als Fernsprechamt bezeichnete Bauwerk erhielt in den Jahren 1911/12 zwischen den Einleitungstürmen am Antonsplatz einen neuen Südflügel. Durch die Luftangriffe auf Dresden im Februar 1945 brannte das Fernsprechamt aus, besonders die Südseite mit den Türmen wurde erheblich beschädigt. Nach einer kontinuierlichen Verschlechterung der ruinösen Bausubstanz erfolgte Ende Februar 1952 der Abriss.

### Polytechnische Schule, später Kunstgewerbeschule und Oberverwaltungsgericht, auf der Südseite
Die 1828 im Brühlschen Gartenpavillon gegründete Technische Bildungsanstalt, der Vorläufer der Technischen Universität Dresden, vergrößerte sich rasch. Vom einstigen Rüstkammergebäude nahe dem Jüdenhof zog sie am 2. September 1846 in einen nach zweijähriger Bauzeit frisch fertiggestellten Neubau auf der Südseite des Antonsplatzes. Nachdem König Friedrich August II. 1851 die Einrichtung zur Königlichen Polytechnischen Schule ernannt hatte, war das Gebäude als die Polytechnische Schule bekannt. Der Entwurf stammte vom Architekturprofessor Gustav Heine und wurde von Gottfried Semper überarbeitet. Auch die Schauseite dieses Bauwerks, das als eines der Vorbilder für das Hauptgebäude der RWTH Aachen gilt, lag am Antonsplatz, die Adresse lautete Antonsplatz 1. Beim Dresdner Maiaufstand war das Haus die letzte Bastion der Aufständischen; preußische Truppen nahmen es nach hartem Kampf erst am Abend des 9. Mai 1849 ein, woraufhin sich die Aufständischen aus der Stadt in Richtung Südwesten zurückzogen. Ab 1869 leitete Rudolf Heyn einen Umbau des Gebäudes. Im Jahre 1871 in Königlich-Sächsisches Polytechnikum umbenannt, zog die Einrichtung 1875 in einen noch größeren und entsprechend als Polytechnikum bezeichneten Neubau an der Südseite des Bismarckplatzes, dem heutigen Friedrich-List-Platz, um.
Direkt anschließend baute der Architekt und Designer Carl Graff (1844–1906) im Gebäude der Polytechnischen Schule die Königlich Sächsische Kunstgewerbeschule auf, die am 1. April 1876 den Unterricht aufnahm. Noch im gleichen Jahr gründete er das Kunstgewerbemuseum, das als neue Abteilung dieser Kunstgewerbeschule die Studenten mit Anschauungsmaterial unterstützen sollte. Eine herausragende Persönlichkeit, die in dieser Zeit an der Kunstgewerbeschule lehrte, war Ermenegildo Antonio Donadini. Doch auch für seine neue Nutzung erwies sich der Bau nach einigen Jahrzehnten als zu klein, so dass Kunstgewerbeschule und Kunstgewerbemuseum nach Fertigstellung des gleichnamigen Neubaus im Jahre 1908 an die Güntzstraße umzogen. Seit ihrer Fusion mit der Kunstakademie im Jahre 1950 ist die Kunstgewerbeschule Teil der Hochschule für Bildende Künste Dresden. Das Kunstgewerbemuseum hat seit 1964 seinen Sitz im Schloss Pillnitz.
Nach dem Auszug der Kunstgewerbeschule zog 1909 das Sächsische Oberverwaltungsgericht in das Gebäude am Antonsplatz ein und verblieb dort formell bis 1945, obgleich es in der Zeit des Nationalsozialismus einen institutionellen Verfall erlebte. Daneben hatte die Sächsische Altersrentenbank in dem Bau ihren Sitz, zudem lagen in Nachnutzung der Kunstgewerbeschulräume mehrere Ateliers darin. Eines davon gehörte von 1919 bis 1922 dem bedeutenden Maler und Grafiker Otto Dix (1891–1969). Das Haus entwickelte sich in der Folge zu einem wichtigen Standort der Dresdner Sezession. Auch Bernhard Kretzschmar (ab 1930), Kurt Günther, Willy Wolff, Peter August Böckstiegel, Joachim Heuer, Theodor Rosenhauer, Fritz Skade und Paul Berger-Bergner besaßen Ateliers in dem Gebäude – in vielen Fällen noch 1945, so dass die betroffenen Künstler bei den Luftangriffen auf Dresden, die die ehemalige Polytechnische Schule am Antonsplatz zerstörten, jeweils nahezu ihr komplettes Gesamtwerk einbüßten.

### Überbauung des Platzes durch Antons Markthalle

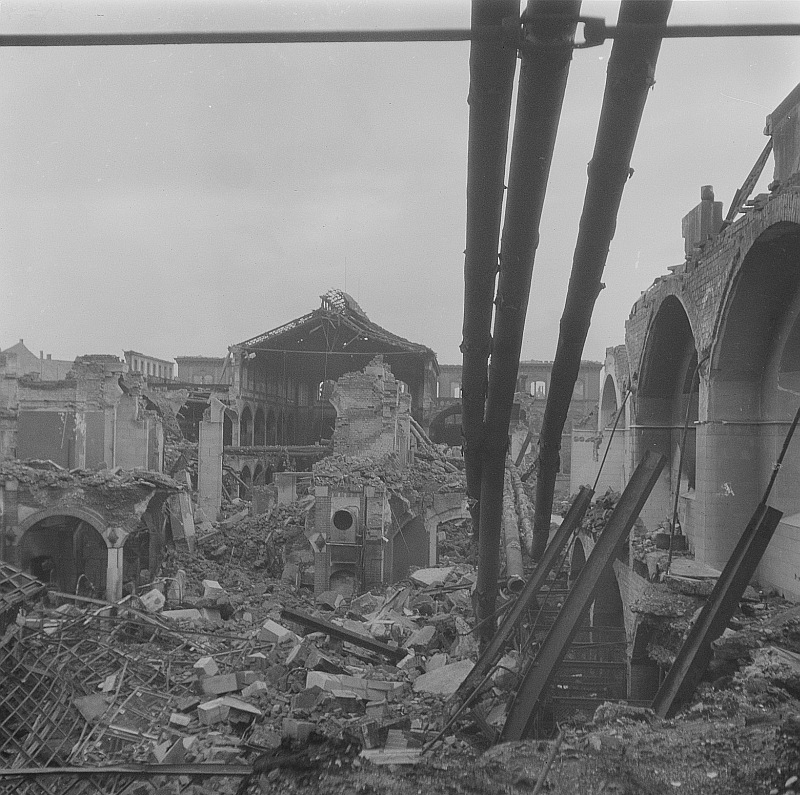
Ruine der Markthalle Antonsplatz nach den Luftangriffen auf Dresden, 1945.

In den 1880er Jahren konkretisierten sich die Pläne, den von Markthändlern rege genutzten Antonsplatz bis auf die vorhandenen Fahrbahnen zu überdachen, weil es an einem alternativen, zentral gelegenen Bauplatz für eine Markthalle fehlte. Anfang 1890 lag die Baugenehmigung vor, ein Jahr später war nach einigen Umplanungen schließlich Baubeginn. Die Entwürfe lieferten Wilhelm Rettig und Theodor Friedrich. Am 5. Juli 1893 wurde die Markthalle Antonsplatz, im Volksmund nach dem Namensgeber des Platzes auch als Antons Markthalle bezeichnet, eröffnet. Durch sie war die Freifläche des Antonsplatzes nahezu vollständig überbaut worden, der damit sein Gesamterscheinungsbild verlor. Der Kunsthistoriker Fritz Löffler kritisierte: „Die Halle nahm nur einen falschen Platz zwischen Post und Technischer Bildungsanstalt ein und zerstörte so den eben gewonnenen klassizistisch-biedermeierlichen Antonsplatz.“ Löffler bescheinigte dem Bau allerdings auch, er „gehörte zu den besten seiner Zeit“. Auch dieses Bauwerk, neben der Neustädter Markthalle und der Großmarkthalle an der Weißeritzstraße eine von drei Markthallen in Dresden, wurde 1945 schwer beschädigt, seine Ruine schließlich 1951 gesprengt.

### Situation nach 1945

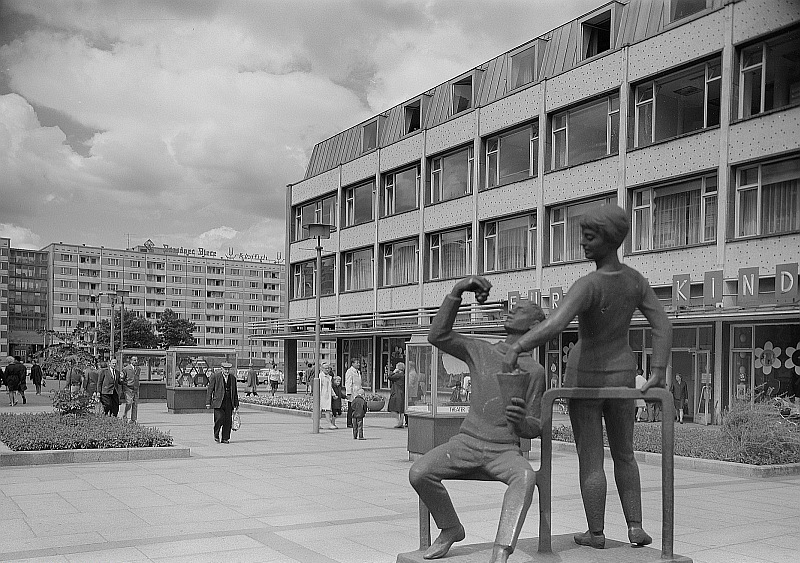
Blick von der Webergasse auf den Antonsplatz, um 1970.

Nachdem alle anliegenden Gebäuderuinen abgerissen worden waren, bildete der Antonsplatz einen Teil der großen zusammenhängenden Brachfläche in Dresdens Innenstadt. Er diente zunächst noch weiter als Marktplatz und wurde dann zum Parkplatz umfunktioniert. Im Dezember 1992 fand auf ihm erstmals eine mehrwöchige Weihnachtskirmes statt, die es auch 1999 noch gab. Im Jahr 2002 ließ die Stadt das Parkplatzangebot um 88 Pkw-Stellflächen erweitern. Der Platz bestand bis zur erneuten Überbauung aus einer länglich rechteckigen Asphaltfläche, die als Parkplatz mit 260 Stellplätzen diente und von der mehrere Zufahrten zur Wall- und zur Marienstraße führten. An seinen Rändern gab es Rasenflächen mit Baumreihen. Der Platz war bis 2015 allseitig unbebaut. Die dem Antonsplatz nächsten Gebäude waren die Wohnhauszeilen auf den dem Platz abgewandten Straßenseiten der Marienstraße und der Wallstraße; hinter letzterer erstreckt sich außerdem die Altmarkt-Galerie.

### Neubebauung
Die Stadtplaner sahen bereits ab der Frühzeit der DDR vor, den Bereich von Bebauung freizuhalten und ihn in einen Grüngürtel um die Innere Altstadt zu integrieren, der die Lage der alten Festungsanlagen wieder erlebbar werden lässt. In diesem Sinne erfolgte auch 1990 ein Beschluss der Dresdner Stadtverordnetenversammlung, den Bebauungsplan „Dresden-Altstadt – Nr. 6 – Postplatz/Wallstraße“ aufzustellen. Für das Gebiet Postplatz/Wallstraße führte die Stadt 1991 einen städtebaulichen Ideenwettbewerb mit internationaler Beteiligung durch. Ziel war die Bebauung des Postplatzes und der Wallstraße und damit auch des Antonsplatzes; der Wettbewerb sollte die Grundlagen für die Entwicklungen der nächsten Jahre schaffen. Aus den 33 eingereichten Arbeiten ging das Kölner Architekturbüro von Joachim Schürmann als Wettbewerbssieger hervor. Schürmanns Konzept war Grundlage für die Entwicklung des 1995 vorgestellten Bebauungsplanes „Nr. 54, Postplatz/Wallstraße“, der seit dem 5. Mai 2000 als Satzung der Landeshauptstadt rechtskräftig ist.
Elementarer Bestandteil der Planung war die Neuanlage eines begrünten Promenadenrings um die Innere Altstadt, der mit Adaptionen der früheren Festungswerke deren alten Verlauf abbildet. Der Bereich entlang der Marienstraße würde demnach die südliche Fortsetzung von Ostra-Allee und Zwingerteich bilden. Schürmann wollte damit „das Gedächtnis der Stadt sichtbar machen“. Entlang der Westseite der Wallstraße – und somit auch auf der alten Freifläche des Antonsplatzes – soll ein langer Gebäudeflügel entstehen. Parallel dazu sollen nach Schürmanns Planungen zwei Alleenbaumreihen angelegt werden. In ihrer Mitte fassen sie einen 20 Meter breiten und 300 Meter langen Wallgraben ein, der von fünf Stegen überspannt wird. Der Straßenverkehr soll dann in der Wallstraße gebündelt werden. Bei der Neuordnung des Straßenbahnknotens am Postplatz verlegten die Dresdner Verkehrsbetriebe 2005 ihre Straßenbahngleise von der Marien- auf die Wallstraße.
Anfang 2013 verkaufte die Stadt Dresden die beiden den Antonsplatz bildenden, insgesamt rund 6000 m² großen und aus je fünf Flurstücken bestehenden Quartiere IX.1 und IX.2 aus ihrem Eigentum. Sie empfahl eine Bebauung mit Wohnhäusern mit integrierter Büro- und Geschäftsnutzung. Die Traufhöhe der Neubauten sollte zwischen 18 und 23 Metern betragen, vorgesehen wurden Flachdächer. Ein Dresdner Architekturbüro erstellte nach diesen Maßgaben drei Varianten einer Bebauung am künftigen Promenadenring. Die Vorzugsvariante bestand aus zwei mäandrierenden Bebauungsstrukturen, die mehrere zur Wallstraße und zur Marienstraße offene Höfe entstehen und den Antonsplatz in seinen alten Ausmaßen völlig verschwinden ließen. Eine letztlich in abgewandelter Form ausgeführte Alternative sah die Bebauung mit Zeilen am Rand der Flurstücke vor, wodurch in deren Mitte wieder ein länglicher, in seiner Form an den alten Antonsplatz erinnernder Freiraum entstanden wäre.
Im Jahr 2016 wurde ein erstes Wohn- und Geschäftsgebäude an der Südseite des Antonsplatzes fertiggestellt. Es steht in etwa auf dem Grundstück des ehemaligen Polytechnikums und hat als einziges noch die Anschrift Antonsplatz. Weitere Vorhaben im Nordteil waren seit 2017 im Bau. Sie wurden 2020 fertiggestellt und ihre Hausnummern sind der Wall- bzw. Marienstraße zugeordnet. Damit wurde der Antonsplatz komplett überbaut.